# Kobdo (rzeka)
Kobdo (Chowd gol) – największa rzeka Mongolii Zachodniej. 
Długość – 593 km (6 pod względem rzeka Mongolii), powierzchnia zlewni – około 50 tys. km². 
Źródła leżą na południowych zboczach masywu Tawan Bogd uul, a rzeka kończy się wpadając do jeziora Char Us nuur. Wbrew nazwie, rzeka Kobdo nie przepływa przez miasto Kobdo, które leży przy jej prawym dopływie Bujant gol. Przepływa natomiast przez Ölgij, stolicę ajmaku bajanolgijskiego.